# Karol VIII Knutsson Bonde
Karol VIII Knutsson Bonde (ur. 1 października 1408, zm. 15 maja 1470) – król szwedzki w latach 1448–1457, 1464–1465, 1467–1470, król norweski w latach 1449–1450 jako Karol I.

## Życiorys
Był synem Kanuta Bondego. W latach 1439–1441 był regentem, po śmierci Krzysztofa (1448) został obrany królem. Z powodu wewnętrznych zamieszek zmuszony był dwukrotnie do abdykacji (w 1457 i 1465). Panowanie jego wypełniły nieustanne walki z Danią i jej stronnikami wśród arystokracji szwedzkiej. Przez krótki czas (1449–1450) był królem norweskim.
W latach 1457–1464 schronił się w prowadzącej wojnę z zakonem krzyżackim Polsce. W zamian za pożyczkę w wysokości 15 tys. marek pruskich otrzymał w zastaw od Kazimierza Jagiellończyka ziemię pucką (980 km²).
Niewielkie państwo puckie istniało formalnie do 1460, kiedy to Puck zdobyli Krzyżacy. Później król znalazł schronienie w Gdańsku.